# Fennville (Míchigan)
Fennville es una ciudad ubicada en el condado de Allegan en el estado estadounidense de Míchigan. La localidad en el año 2010, tenía una población de 1.398 habitantes, con una densidad poblacional de 499,29 personas por km².

## Historia

### SigloXIX

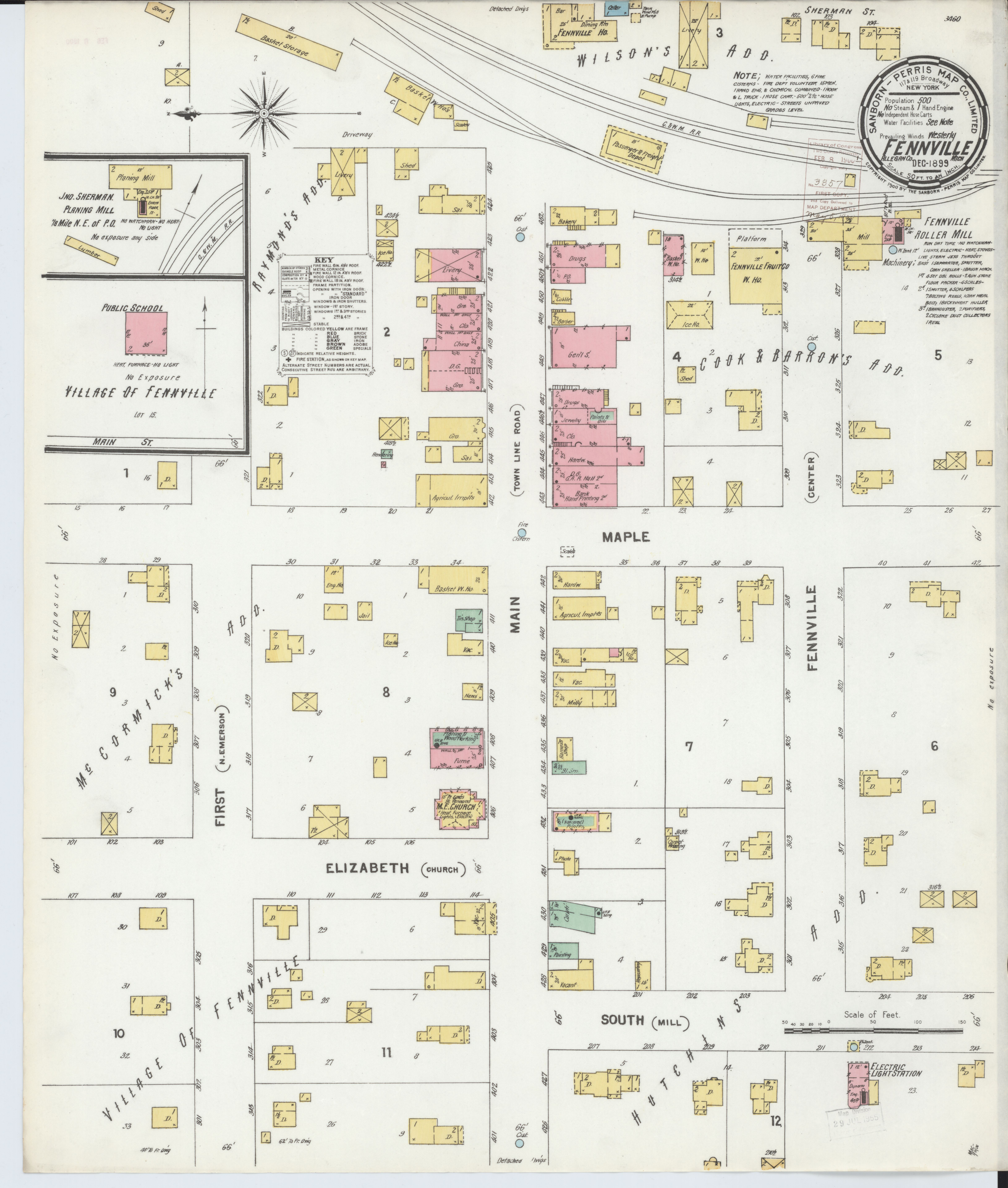
Mapa de Fennville en 1899

El asentamiento estaba ubicado en la intersección de dos caminos madereros. La primera carretera a través de lo que iba a ser Fennville fue construida por Harrison Hutchins y James McCormick en 1837. Un colono, Elam Atwater Fenn del estado de Nueva York, llegó a la zona vecina de Manlius en 1851 con la intención de construir su primera casa. El relato ampliamente aceptado de cómo la ciudad llegó a ser conocida como Fennville es que Fenn construyó un aserradero en 1860 en las cercanías de la comunidad actual.Esto llevó a que la gente se refiriera al asentamiento como "Fenn's Mills", nombre que se convirtió en el asociado con la oficina de correos de la zona. Fennville era principalmente una zona pantanosa, y las estructuras estaban ubicadas en terrenos altos en la década de 1860.
Un incendio (posiblemente relacionado con el Gran Incendio de Chicago o el Gran Incendio de Michigan) destruyó el pueblo en octubre de 1871. Los conductores de trenes también tuvieron dificultades para identificar el asentamiento debido al uso de varios nombres; algunos optaron por identificar la ciudad como '"Fennville." Otra variación documentada fue "Fennsville", como se encontró en un libro de planos de 1873.En esa época, llegaron los documentos (horarios y demás) para el ferrocarril Chicago and Michigan Lake Shore, recientemente terminado, que identificaban la estación de la comunidad como "Fennville". Algunos en ese momento pensaron que esto había sido el resultado de un error administrativo. Sin embargo, el propio Fenn registró que el cambio de nombre había sido sugerido y acordado mutuamente entre ciertos líderes de la comunidad junto con el establecimiento de la nueva estación de ferrocarril.
El nombre de la oficina de correos se cambió entonces a "Fennville" para que coincidiera con el nombre de la estación. La comunidad se incorporó oficialmente como el pueblo de Fennville el 20 de febrero de 1889. Un atlas de los Estados Unidos de 1895 indica que el nombre del pueblo, en algunos casos, se dividió en dos palabras, como en "Fenn Ville".
A finales de siglo, los agricultores drenaron el pantano y se desarrolló un centro de la ciudad.

### SigloXX

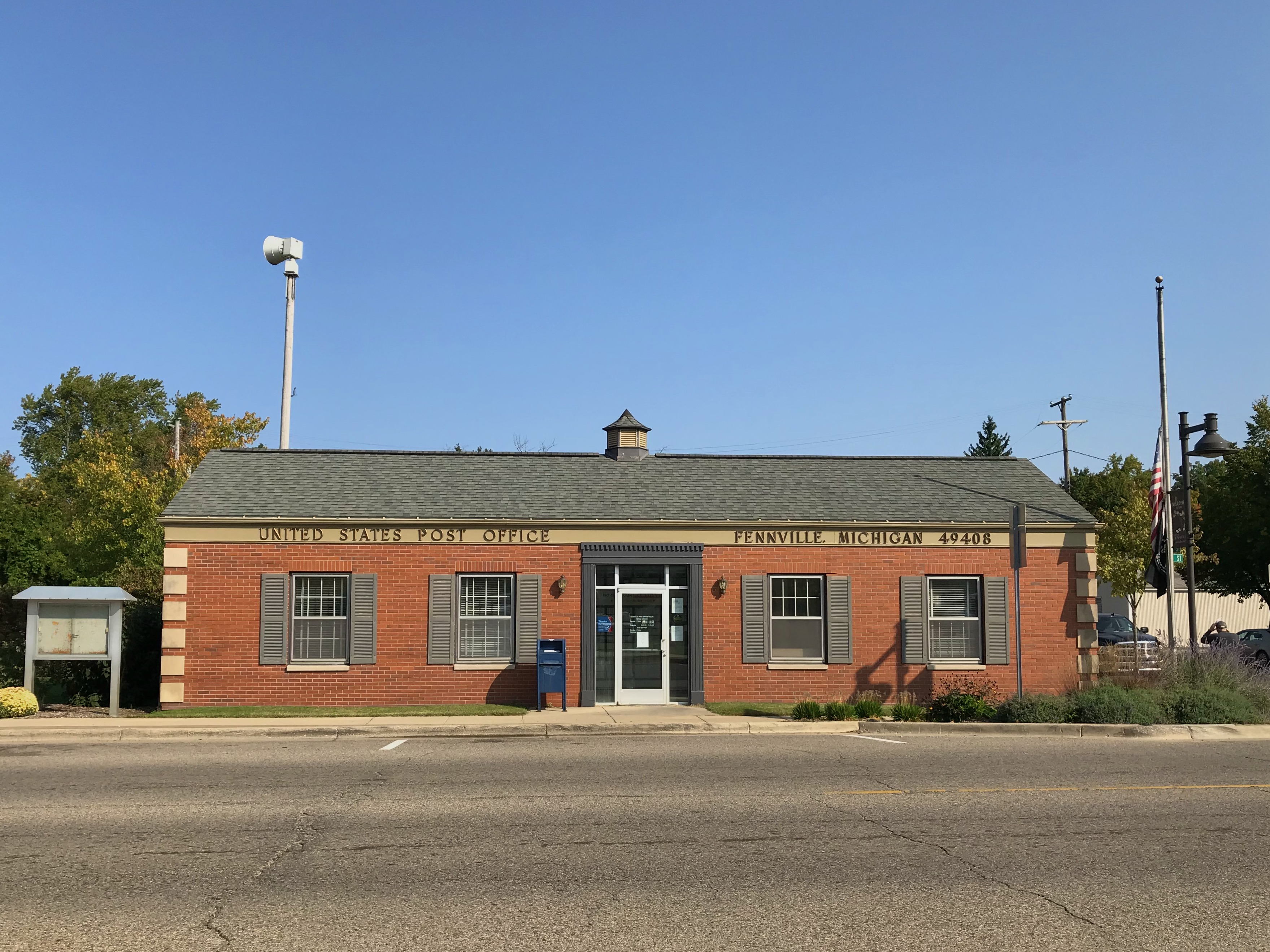
Servicio Postal de los Estados Unidos en Fennville

En el siglo XX, la estación de ferrocarril de la ciudad se convirtió en un popular punto de envío de productos agrícolas, especialmente frutas y menta a partir de la década de 1920. La economía de la ciudad, como muchas otras en esa época, se vio afectada por la Gran Depresión en la década de 1930.
Tras la creación y construcción del sistema interestatal de autopistas en las décadas de 1950 y 1960, el acceso a la ciudad mejoró, impulsando un mayor crecimiento. Durante ese mismo período, familias hispanas comenzaron a establecerse en la ciudad, contribuyendo a la diversidad cultural que caracteriza a Fennville en la actualidad. En 1961, Fennville fue oficialmente organizada como ciudad.
En 1981, el Departamento del Tesoro de los Estados Unidos reconoció una gran área alrededor de Fennville como un Área Vitivinícola Americana, lo que impulsó la producción de vino, convirtiéndola en una industria popular en la ciudad que resultó en vinos galardonados.
En octubre de 1984, Fennville creó el Festival del Ganso (en inglés: Goose Festival) para persuadir a Amtrak de que reabriera una parada de tren de pasajeros cercana.El festival, que continúa celebrándose anualmente en octubre, recibe su nombre por los cientos de miles de gansos que descansan en los campos cercanos durante su vuelo migratorio previo al invierno.

### SigloXXI
A partir de la década de 2010, la ciudad recibió fondos para actualizar su calle principal, lo que mejoró la calidad de la experiencia para los peatones.

## Educación

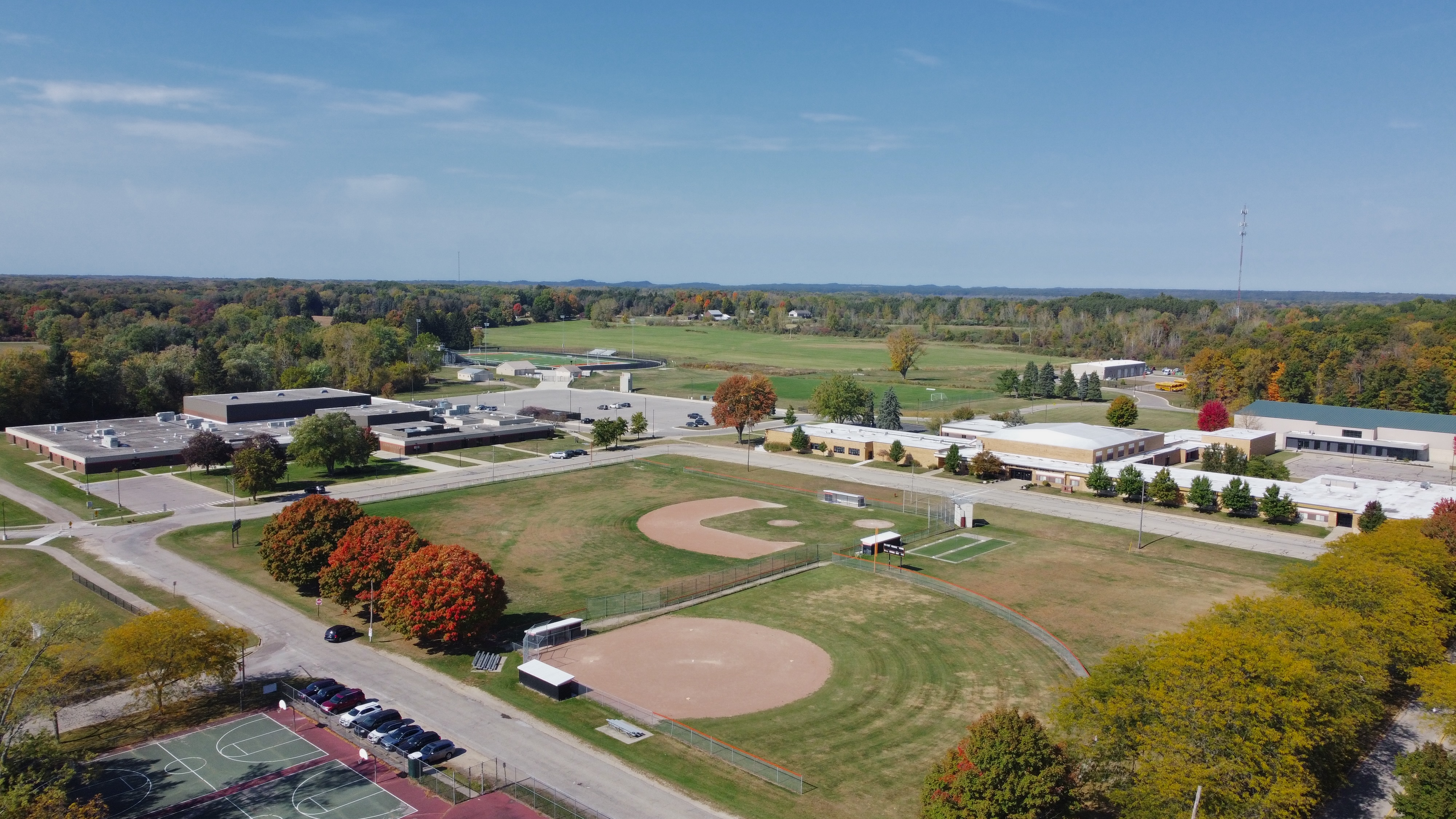
Fennville Middle School y Fennville High School

La primera biblioteca de Fennville fue creada por el Club de Mujeres de Fennville en 1922, y en 1925 el club la trasladó a una casa de estilo italiano ubicada en el 415 East Main Street. En 1990, la biblioteca se trasladó de su estructura original a una nueva ubicación, y los residentes de la ciudad transportaron cada artículo a mano desde la antigua ubicación hasta la nueva.
La ciudad también cuenta con instituciones educativas locales, que incluyen una escuela primaria, una middle school y una high school.

## Geografía
Fennville se encuentra ubicada en las coordenadas 42°35′41.1″N 86°6′19.12″O / 42.594750, -86.1053111. Según la Oficina del Censo, la localidad tiene un área total de 2,8 km² (1,1 mi²), de la cual 2,7 km² (1 mi²) es tierra y 0,1 km² (0 mi²) (1.85%) es agua.

### Localidades adyacentes
El siguiente diagrama muestra a las localidades en un radio de 24 kilómetros (14,9 mi) de Fennville.

## Demografía
En el 2000 la renta per cápita promedia del hogar era de $39.013, y el ingreso promedio para una familia era de $40.875. El ingreso per cápita para la localidad era de $16.127. En 2000 los hombres tenían un ingreso per cápita de $32.833 contra $25.556 para las mujeres. Alrededor del 12.20% de la población estaba bajo el umbral de pobreza nacional.